# Публий Пинарий Мамерцин Руф
Публий Пинарий Мамерцин Руф (лат. Publius Pinarius Mamercinus Rufus) — римский политик, консул 489 до н. э., вместе с Гаем Юлием Юлом.
Первый консул из рода Пинариев, одной из древнейших патрицианских фамилий. В консульство Пинария и Юлия, согласно легенде, изгнанный из Рима Кориолан и предводитель вольсков Тулл Аттий спровоцировали войну с римлянами.
В следующем году был направлен в составе делегации консуляров для переговоров с Кориоланом, подошедшим с отрядами вольсков к окрестностям Рима.